# Elena Vintilă
Elena Vintilă (născută Vasi; n. 27 ianuarie 1946, Timișoara, România) este o fostă atletă română, specializată în probele de săritură în lungime și pentatlon.

## Carieră
Sportiva este multiplă campioană națională și balcanică. În 1966 a participat la Campionatul European de la Budapesta. La Universiada din 1970 de la Torino a cucerit medalia de argint la săritură în lungime în urma nemțoaicei Heide Rosendahl care a stabilit un nou record mondial.
La Campionatul European în sală din 1972 atleta a ocupat locul șase. În același an a participat la Jocurile Olimpice de la München. La Olimpiada din 1976 de la Montreal s-a clasat pe locul opt la săritură în lungime.

## Realizări
| An   | Competiție                   | Locație            | Loc | Eveniment | Note |
| ---- | ---------------------------- | ------------------ | --- | --------- | ---- |
| 1966 | Campionatul European         | Budapesta, Ungaria | 14  | pentatlon | 4323 |
| 1966 | Campionatul European         | Budapesta, Ungaria | 18  | lungime   | 5,84 |
| 1970 | Universiada                  | Torino, Italia     | –   | pentatlon | NT   |
| 1970 | Universiada                  | Torino, Italia     | 2   | lungime   | 6,35 |
| 1972 | Campionatul European în sală | Grenoble, Franța   | 6   | lungime   | 6,26 |
| 1972 | Jocurile Olimpice            | München, Germania  | 20  | pentatlon | 4199 |
| 1972 | Jocurile Olimpice            | München, Germania  | 14  | lungime   | 6,13 |
| 1976 | Jocurile Olimpice            | Montreal, Canada   | 8   | lungime   | 6,38 |

## Recorduri personale
| Probă                       | Performanță | Dată           | Locație  |
| --------------------------- | ----------- | -------------- | -------- |
| Săritură în lungime         | 6,50 m      | 1 iulie 1976   | Atena    |
| Săritură în lungime în sală | 6,26 m      | 12 martie 1972 | Grenoble |